# リヴィウ市電
リヴィウ市電（ウクライナ語: Львівський трамвай）は、ウクライナの都市・リヴィウを走る路面電車。トロリーバス（リヴィウ・トロリーバス）と共に、リヴィウ市の住宅・インフラ局が管理する公益事業会社のリヴィウエレクトロトランス（ЛКП «Львівелектротранс»）によって運営される。

## 歴史

### 第二次世界大戦まで
リヴィウ市内における初の軌道交通は、1879年に試運転が始まり翌1880年から営業運転が始まった、イタリア（当時はオーストリア＝ハンガリー帝国領）のトリエステに本社が存在したトリエステ軌道協会（Трієстинське трамвайне товариство）が運営する馬車鉄道だった。1881年の第2の路線が開業して以降馬車鉄道は市内各地に路線網を伸ばしたが、一方で1880年代後半以降はスチームトラムなど新たな動力を用いた軌道交通の模索が始まっていた。その中で、1894年にリヴィウでガリツィア地方の発展を示す博覧会（«Галицької виставки крайової»）が開催される事が決定し、それに合わせ会場へのアクセス手段も兼ねて路面電車が導入される事が決定した。ヴェルナー・フォン・ジーメンスらジーメンス兄弟の主導の元で1893年に建設が始まり、1894年5月31日から営業運転が始まった。
開通後の路面電車は年々利用客が増加し、乗合馬車の事業者を倒産に追い込んだ他、馬車鉄道についても路面電車路線の延伸や利用客の減少により1908年までに廃止され、客車は路面電車用の付随車に転用された。1900年代は路線の延伸や車両の増備に加えて発電所などの施設の建設も進み、この時期に建設された車庫は2020年時点でもリヴィウ市電の修理基地や車庫として使用されている。また、1896年にリヴィウ市は路面電車と発電所を購入しており、以降2020年現在まで市電は公営組織による運営が行われている。
ウクライナ・ポーランド戦争により発電所や送電線が大きな被害を受けた事で1918年に全路線の運行が停止したが、戦闘が終結した翌1919年から営業運転を再開し、以降は再度路線網の拡張が実施された。第二次世界大戦の間も運行は続いたが、リヴィウでの戦闘の被害のため多くの系統が休止する事態となり、戦前の状態に戻されたのはソビエト連邦（ソ連）への編入後の1947年となった。

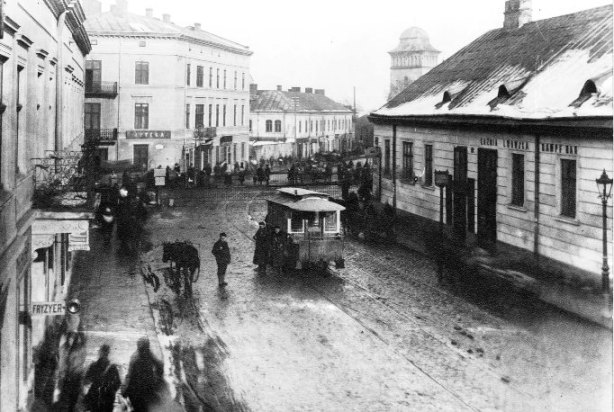
馬車鉄道が運行していた時代のリヴィウ市内
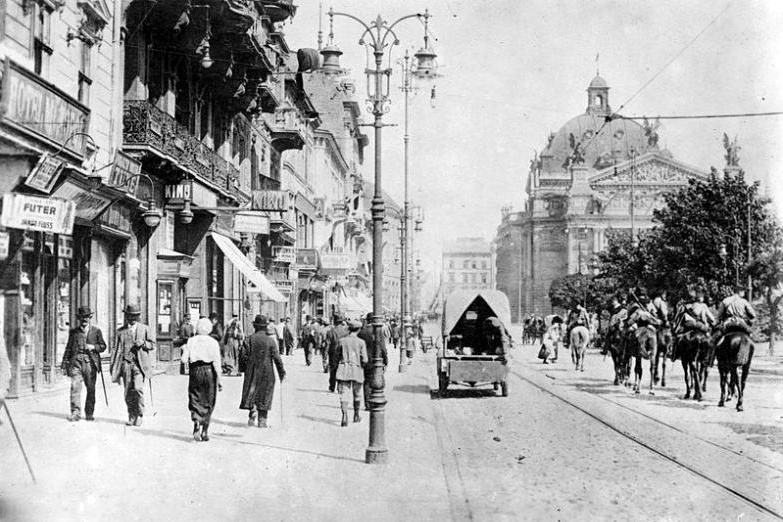
初期のリヴィウ市電（1900年撮影）
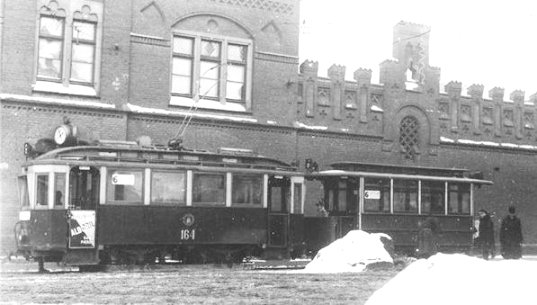
付随車を牽引する2軸車（1920年代撮影）
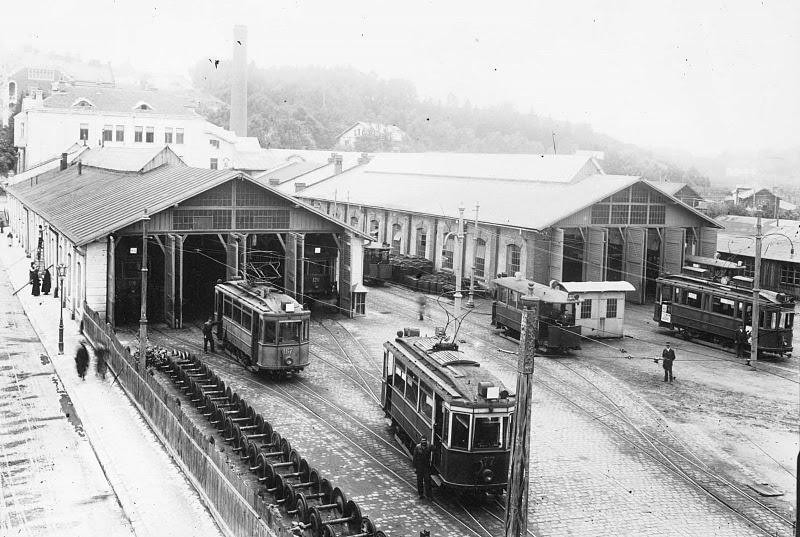
第二次世界大戦前の市電車庫

### ソビエト連邦時代
ソビエト連邦（ソ連）への編入後、リヴィウ市電には同国製の広軌（1,524 mm）向け路面電車車両を狭軌に対応した台車を取り付けた上で導入する事が検討されたが、狭い車両限界が影響し実現しなかった。そのため、まず1947年から戦前に導入された車両の近代化が実施され、1955年以降は東ドイツからの新型車両の輸入が行われた。更に1972年からはチェコスロバキア（現：チェコ）のČKDタトラ製の路面電車車両（タトラカー）の大量導入が始まり、1988年までにリヴィウ市電の全営業用車両がタトラカーに統一された。
その一方で1972年1月10日には、ゴロドツカヤ通り（вулиці Городоцькій）の下り坂区間を走行していた2両編成（電動車 + 付随車）の旧型電車の制動装置が作動不能となった事で車両が脱線し、停留所で到着を待つ多数の乗客を巻き込んだ結果、公式の発表数だけでも26人が死亡する大事故が発生した。これを機に坂道走行時の速度制限の徹底や急坂を有する路線の廃止、旧型車両の早期廃車、停留所の改良などの安全対策が進められた。
路線網については、1947年に開通したトロリーバス（リヴィウ・トロリーバス）との競合による廃止や線路の移設が行われ、1980年代には路面電車が中心部、トロリーバスは郊外を走るという路線網が形成された。

### メトロトラム計画
1960年代、ソ連では路面電車と同規格の路線を専用軌道や地下区間に建設する事で高速化を図り、安価での地下鉄建設を可能としたメトロトラムに関する計画が策定され、リヴィウでも1966年に発表された将来的な開発計画の中で、市内中心部の地下に3つのトンネルを建設する案が出された。この路線と接続する地上区間の一部は1983年に開通し、トンネルに関しても1989年から建設が開始されたものの、ソビエト連邦の崩壊以降の財政難を始めとした理由から実現には至らなかった。

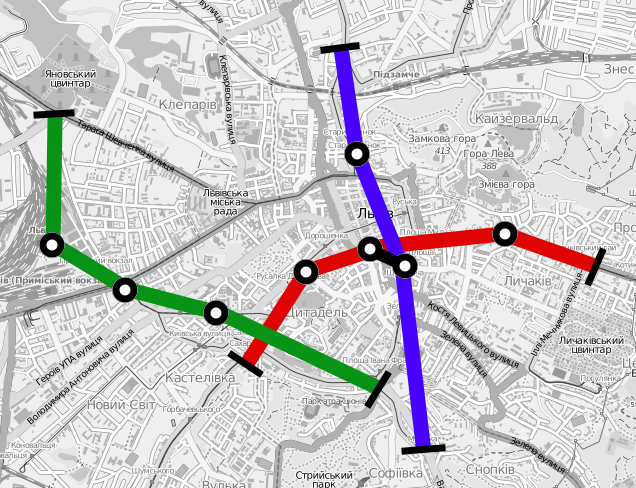
地下トンネルの計画路線図

### ウクライナ時代
ソビエト連邦の崩壊後、ウクライナの路面電車となったリヴィウ市電最大の事業は、シキフ地区（Сихів）への路線延伸である。計画はソ連時代の1980年代には既に存在していたもののソ連崩壊後の混乱などの煽りを受けて建設は遅れ、最終的に2016年11月17日に開通した。更に翌2017年からはキシフ地区の住宅街への延伸も行われている。これらの建設は欧州復興開発銀行による融資を基に行われ、独立後のウクライナで最大のインフラ事業の1つにもなった。
一方、ソ連時代から使用されていた車両や施設は整備不足や老朽化が大きな問題となっている。2010年代以降リヴィウに本社を置くエレクトロントランス製の超低床電車の導入が行われたが、大半の車両はソ連時代に導入された高床式電車で故障も頻発する状況となっており、欧州連合からの支援による車両の修繕・近代化工事や他都市からの譲渡が続いている。施設についても中心部を始め、開業時から1930年代に敷設された架線や架線柱が未だに使用されている箇所が多く、2000年代以降は大規模な更新工事が積極的に実施されている。

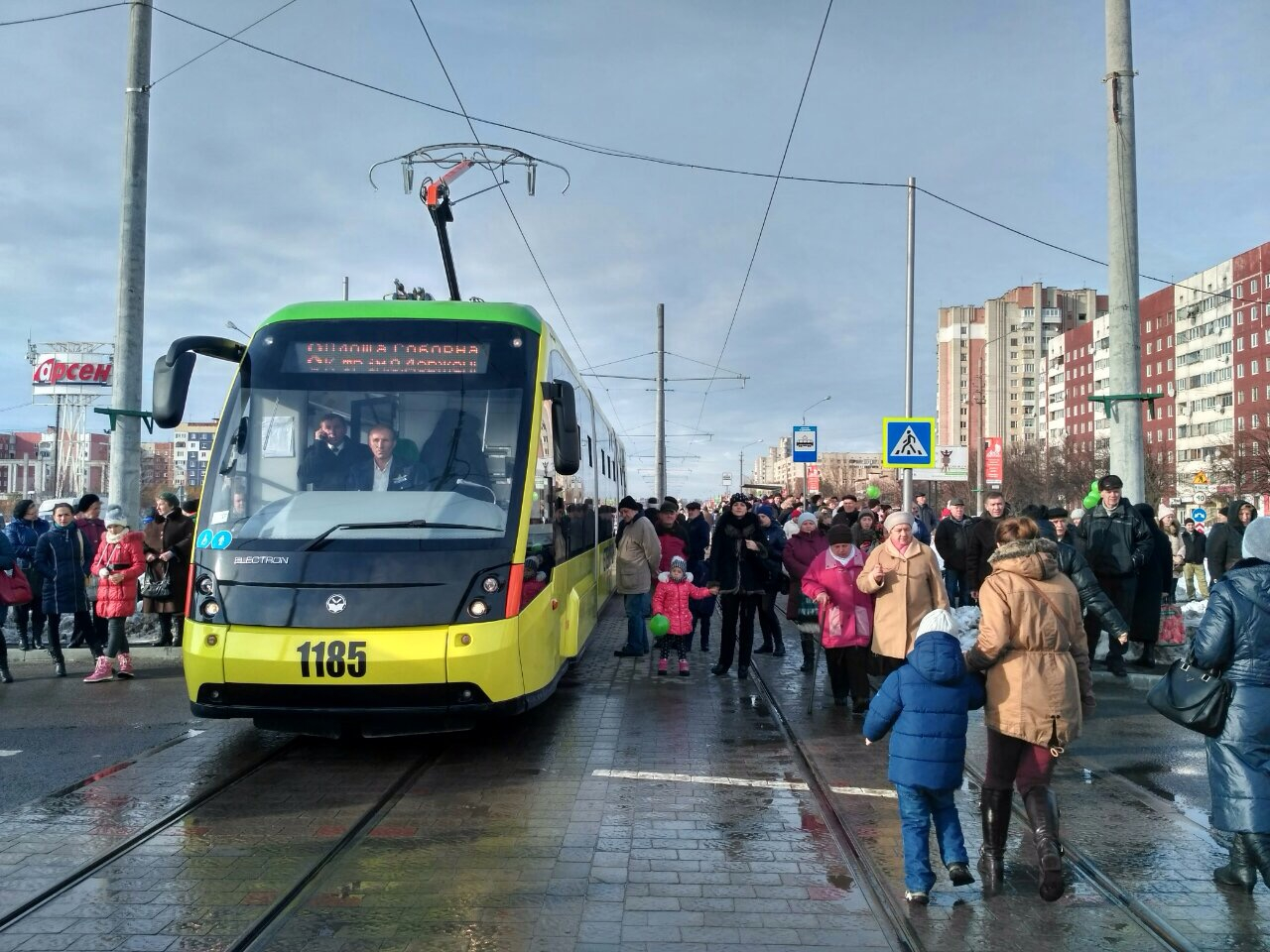
シキフ地区への延伸区間の開業式典（2016年11月17日撮影）

## 運行

### 系統
2020年現在、リヴィウ市電では以下の8系統が運行している。これらに加えて2019年まで5号線（Миколайчука - Академію мистецтв）も存在したが、ザマースティニフスカ通りの区間の大規模修理のため同年5月13日以降運休しており、1号線・9号線による代行運転が行われている。他にも近年廃止された系統として2017年まで運行していた10号線、2018年まで存在した11号線があり、これらを含めてリヴィウ市電では大規模な修繕・更新工事に合わせた系統の運休や廃止、再開、区間変更が度々行われている。
| 系統番号 | 起点               | 終点                | 営業キロ | 運行間隔 | 備考   |
| -------- | ------------------ | ------------------- | -------- | -------- | ------ |
| 1        | Залізничний Вокзал | вул. Пасічна        | 6.4km    | 7-18分   | [ 18 ] |
| 2        | вул. Пасічна       | пл. Коновальця      | 6.96km   | 6-10分   | [ 19 ] |
| 3        | пл. Соборна        | Аквапарк            | 5.3km    | 4-8分    | [ 20 ] |
| 4        | Залізничний вокзал | вул. Вернадського   | 9.28km   | 8-15分   | [ 21 ] |
| 6        | вул. Миколайчука   | ТЦ «Скриня»         | 7.05km   | 4-8分    | [ 22 ] |
| 7        | Погулянка          | вул. Татарбунарська | 5.25km   | 10-15分  | [ 23 ] |
| 8        | пл. Соборна        | вул. Вернадського   | 5.25km   | 4-9分    | [ 24 ] |
| 9        | Залізничний вокзал | вул. Миколайчука    | 7.33km   | 9-16分   | [ 25 ] |

### 運賃
リヴィウ市内の公共交通機関の運賃はソビエト連邦の崩壊以降値上げを続けており、2020年1月15日以降、リヴィウ市電とトロリーバスの運賃は1回の乗車につき、事前にキオスクや券売機、アプリで乗車券を購入した場合は6フリヴニャ、車内で乗務員から購入する場合は7フリヴニャとなっている。また、リヴィウエレクトロトランスでは1日（20フリヴニャ）、3日（50フリヴニャ）、30日間（150フリヴニャ）、90日間（420フリヴニャ）の各設定期間有効となる定額制交通カードの展開も実施している。

## 車両

### 現有車両
2024年時点でリヴィウ市電の定期列車に使用されている形式は以下の通りである。2011年までは第1車庫（депо No.1）・第2車庫（депо No.2）に配置されていたが、2011年以降第1車庫が車両の修理・更新専門施設に改められたために営業用車両の配置が無くなり、以降は一部の事業用車両を除いた全車が第2車庫に在籍する。

#### タトラKT4

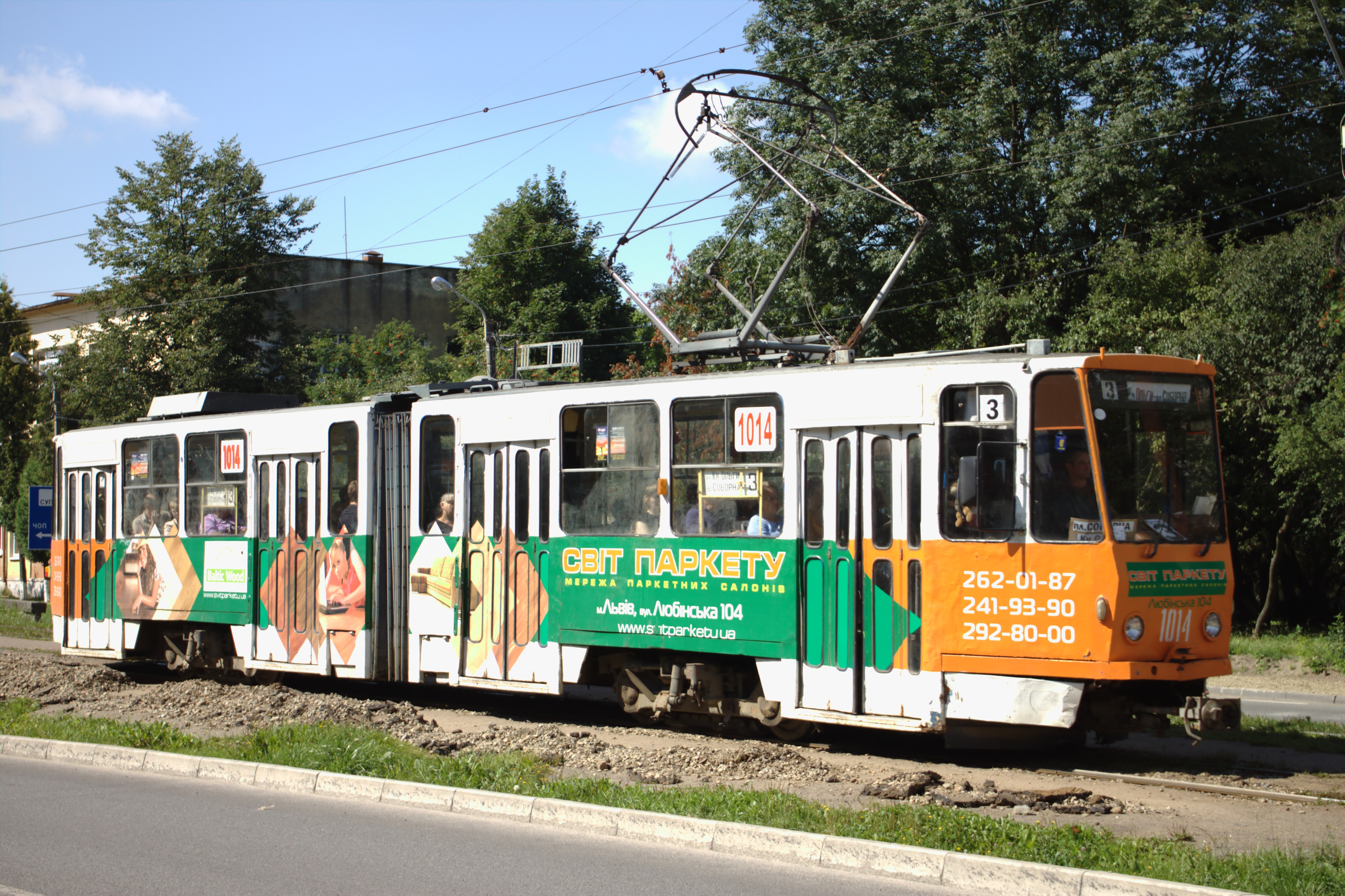
タトラKT4SU（広告塗装）

かつてチェコスロバキア（→チェコ）に存在した鉄道車両メーカーのČKDタトラ（←タトラ国営会社スミーホフ工場）が製造した路面電車車両（タトラカー）のうち、リヴィウ市電を始めとする車両限界が狭い、軌間が狭軌（1,000 mm）である、等の条件を抱えた路線へ向けて開発された小型2車体連接車。急曲線にも対応可能な構造となっている他、総括制御による連結運転も可能である。2020年現在以下の車種が在籍しており、リヴィウ市電の主力形式として活躍を続けている。
- KT4SU - リヴィウ市電には1976年から1988年までに145両が導入され、東ドイツ製の旧型電車を置き換えた他、2012年にウクライナのヴィーンヌィツャ市電（ヴィーンヌィツャ）から2両が譲渡されている。また、2016年以降、市電工場で1両あたり50万フリヴニャを用いた延命・更新工事が進行しており、前面・側面窓や内装、台車の交換が実施されている他、後述のように中間に低床構造の車体を追加する更新工事も計画されている[6][30][31][32]。
- KT4D - 東ドイツ（現：ドイツ）向けに製造された車種。そのうちエアフルト市電（エアフルト）とゲーラ市電（ゲーラ）で使用されていた車両、合計27両が2017年から2013年にかけてリヴィウ市電に譲渡された[6]。
- KT4DM - ドイツ（旧：東ドイツ）のベルリン市電（ベルリン）に導入されたKT4Dに対し、電気機器の交換を始めとした更新工事を実施した車両。超低床電車の増備によって余剰となった車両は各都市への譲渡が積極的に行われており、リヴィウ市電にも2018年までに30両が譲渡されている他、2024年以降も12両が譲渡される事になっている[30][33]。

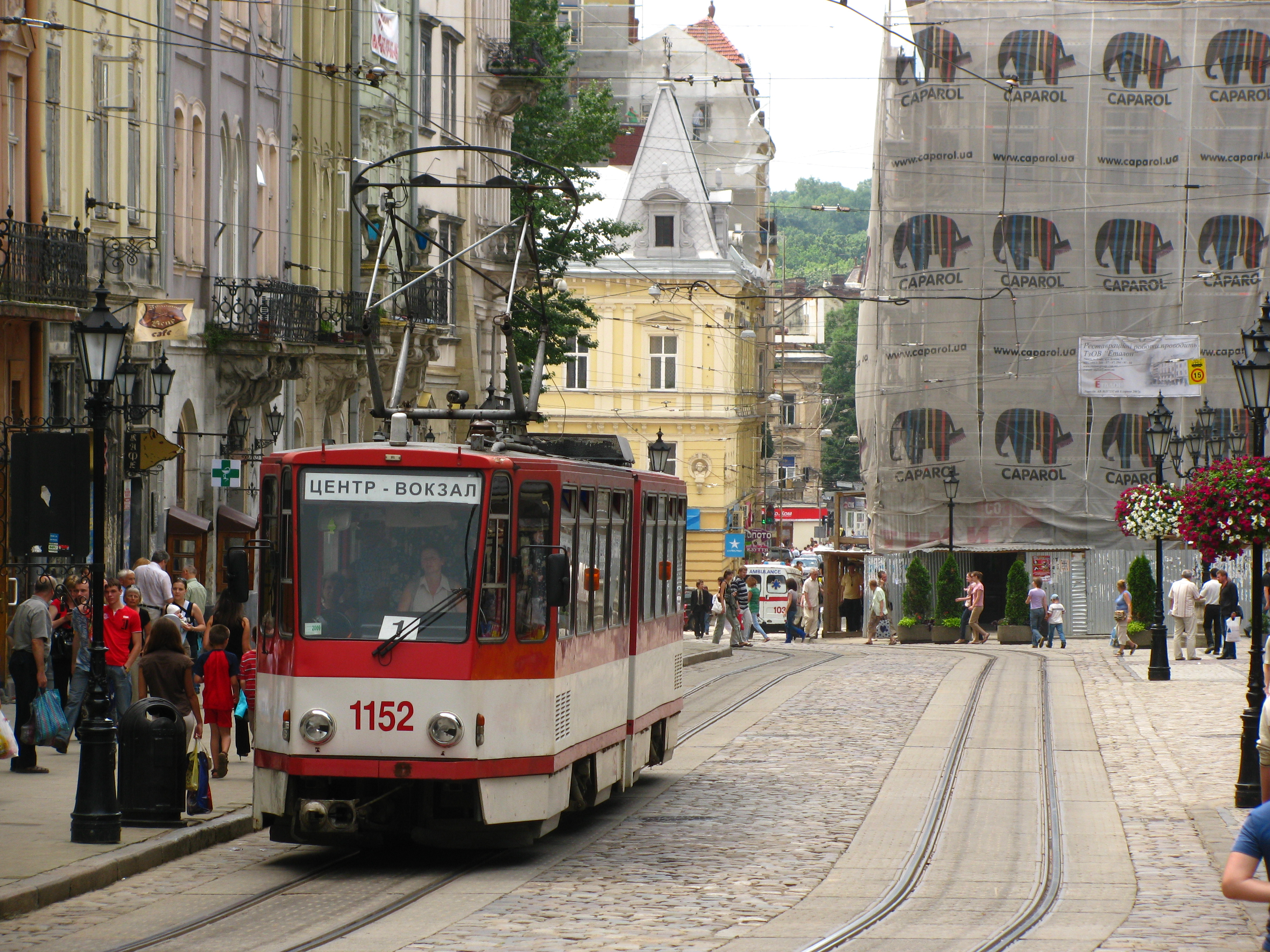
タトラKT4D
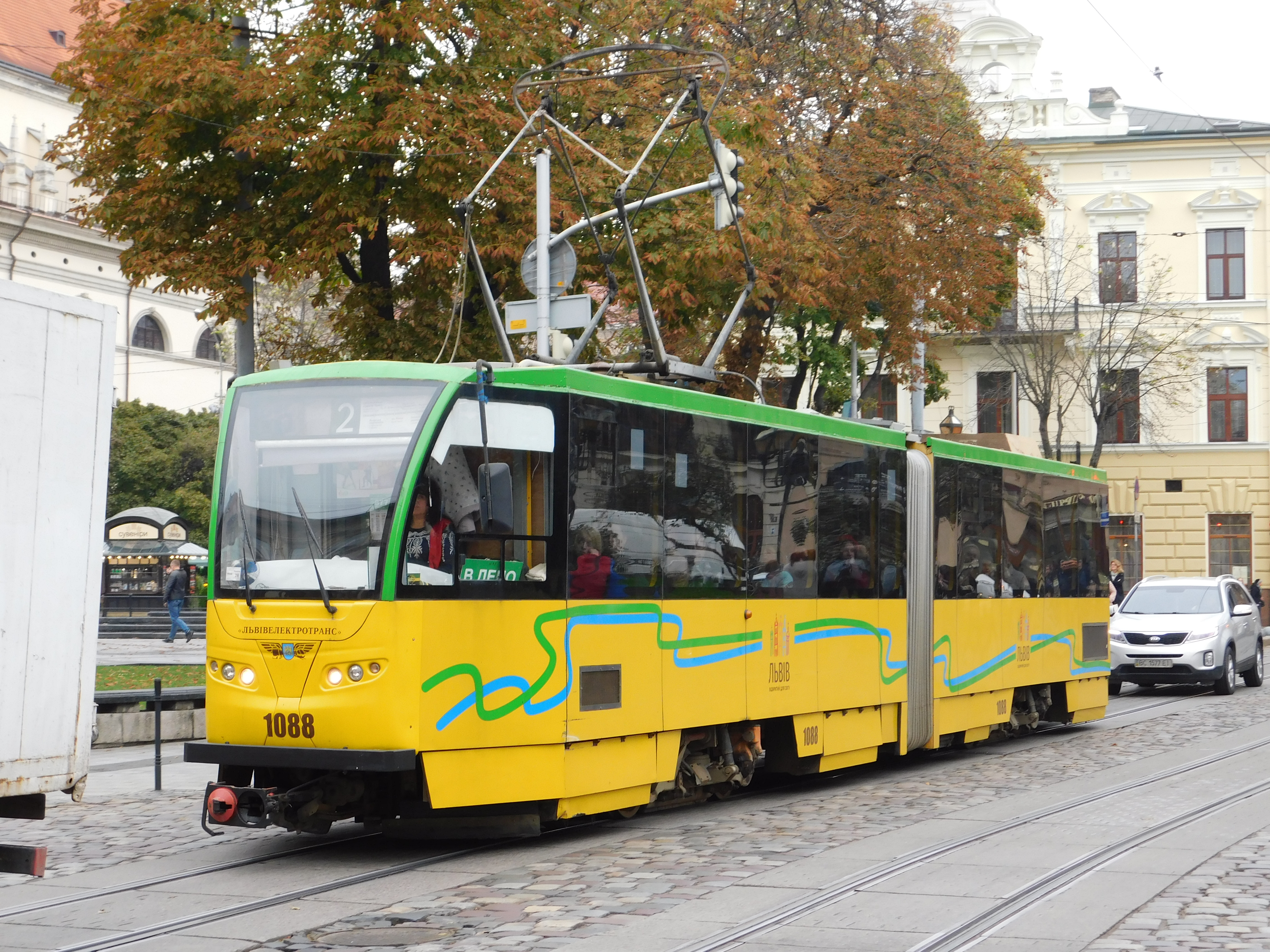
市電工場で更新工事が実施された車両

#### T3L44

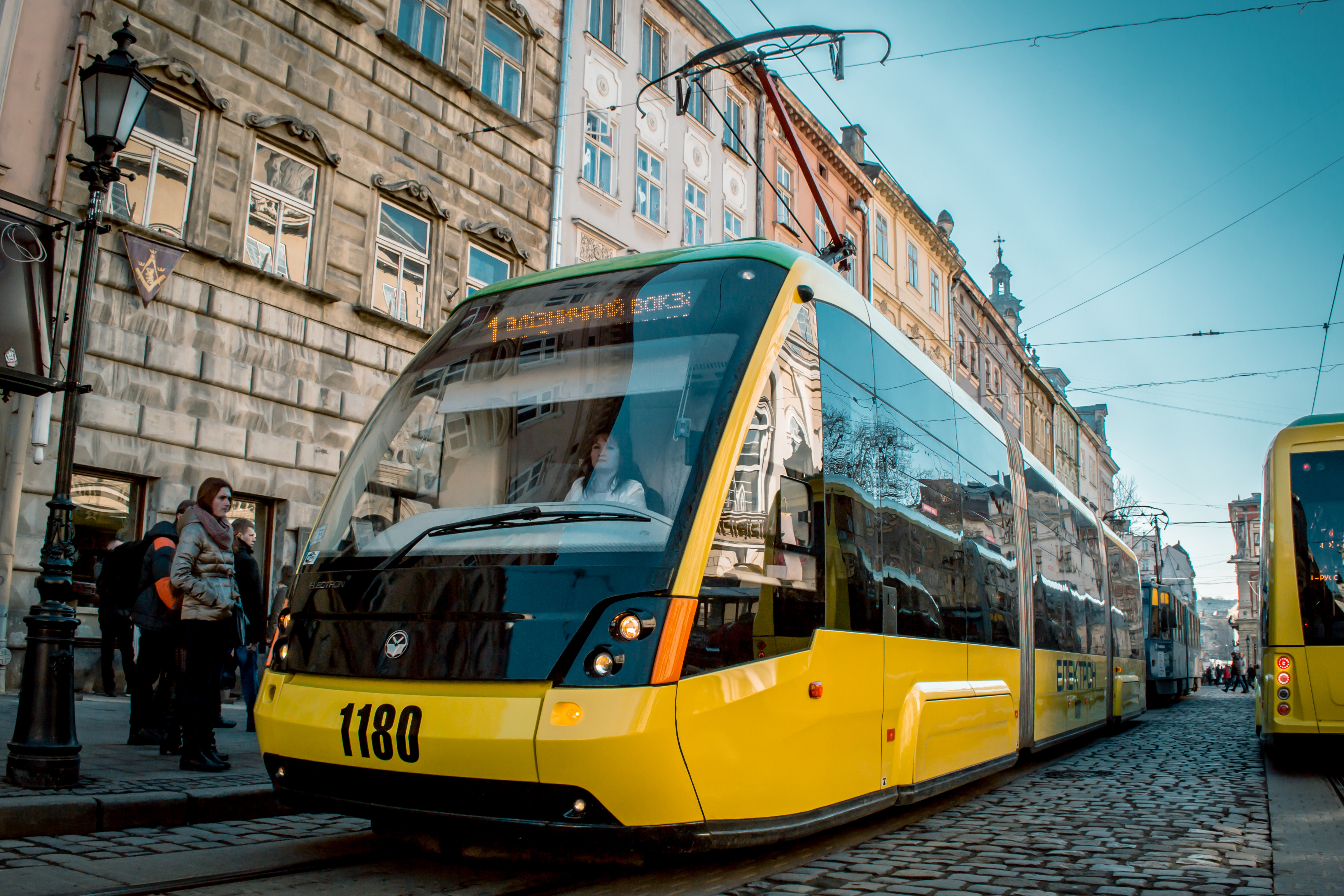
T3L44

2011年に設立されたリヴィウに工場を有する輸送用機器メーカーのエレクトロントランスが開発した、バリアフリーに対応した超低床電車。そのうちT3L44は3車体連接車で、中間車体は台車がないフローティング構造となっている。2020年現在8両が在籍する。

#### T5L64

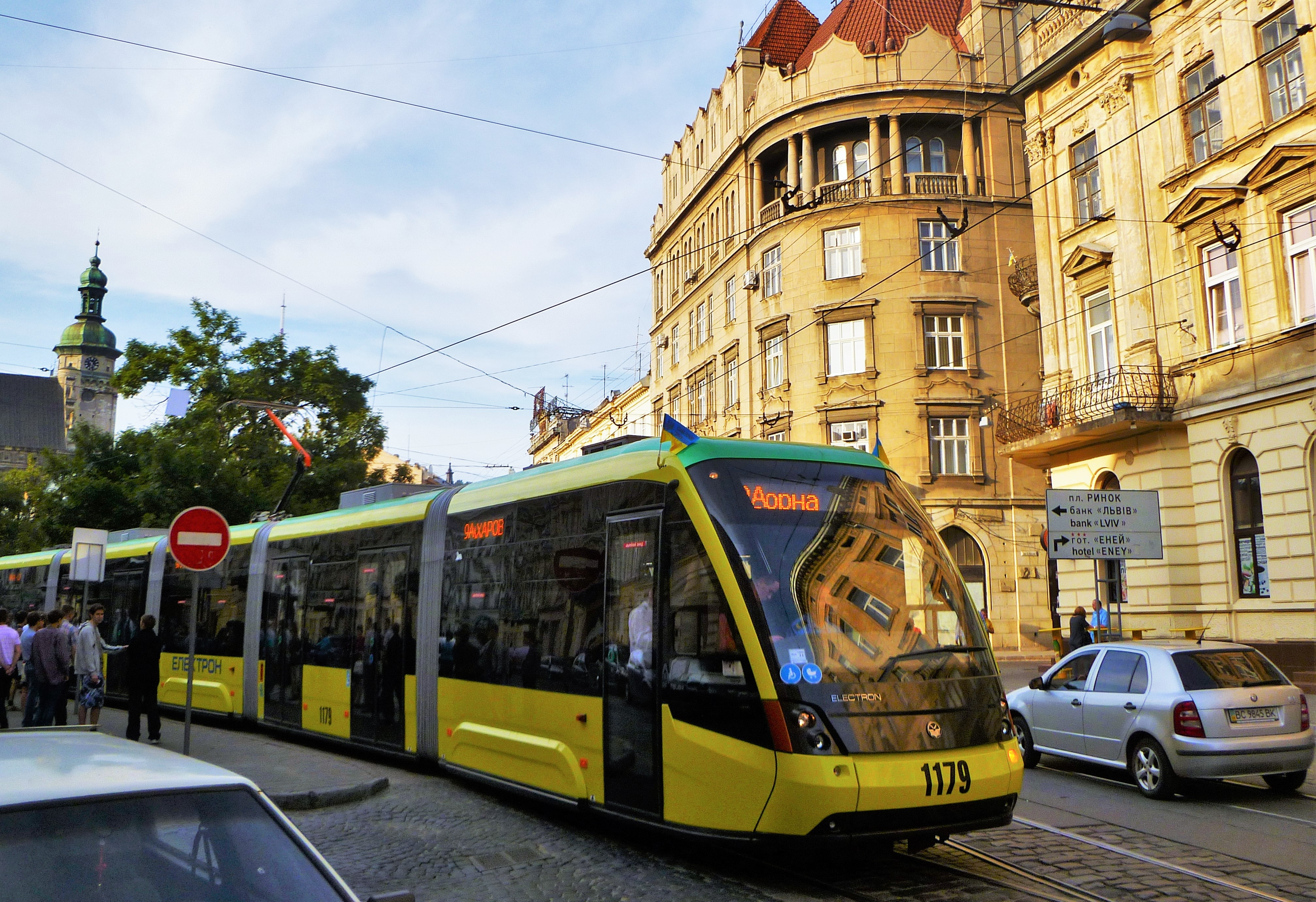
T5L64

エレクトロントランス製の超低床電車。T3L44と同一設計だが、編成は5車体連接式となっている。2021年から2024年にかけて導入され、同年時点で10両が在籍する。

### 導入予定の車両

#### Be 4/8（旧：ベルン市電）

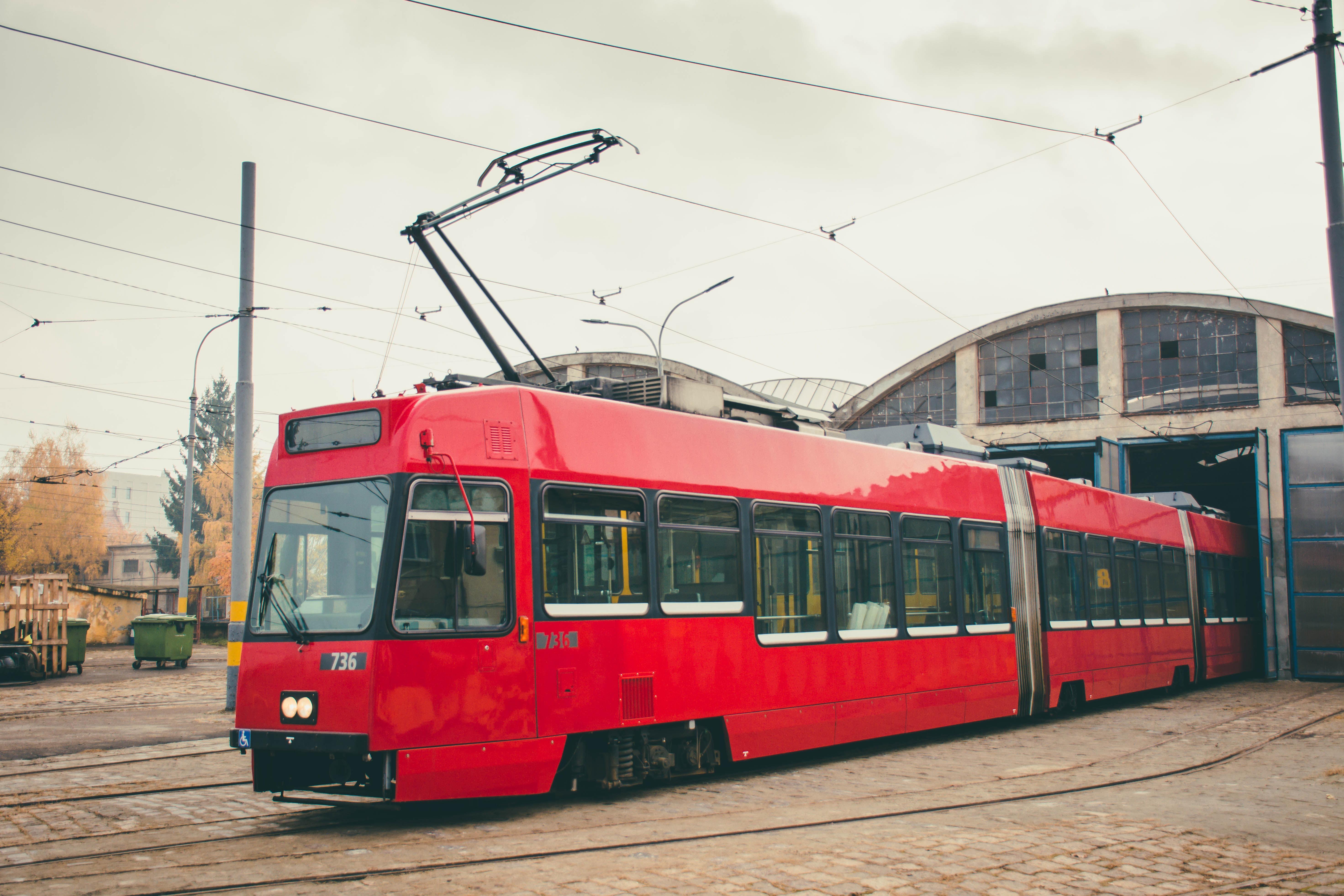
ベルンからリヴィウに到着したBe 4/8（2024年撮影）

スイスのベルン市電（ベルン）に1989年から1990年にかけて導入された3車体連接式の部分超低床電車。新型車両（トラムリンク）への置き換えによる廃車が検討されているが、全12両のうち保存予定車両の1両を除いた11両について、2024年以降リヴィウ市電への譲渡が実施されている。ただし実際に営業運転に用いられるのは8両で、残りの3両は予備部品の確保に使われる事が推測されている。

#### Be 4/8（旧：バーゼルラント交通）

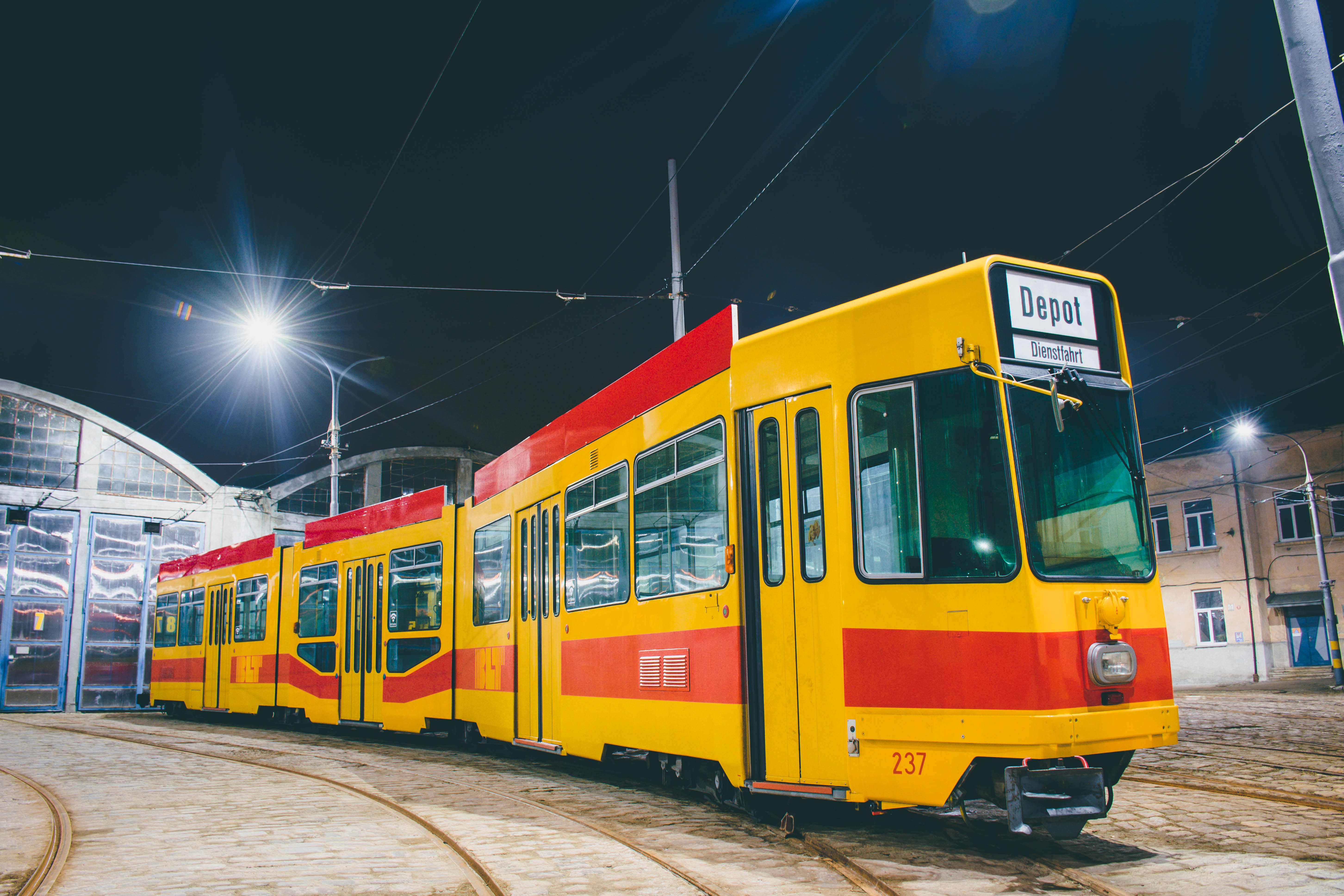
バーゼルからリヴィウに到着したBe 4/8（2025年撮影）

元はスイスの都市・バーゼルの交通事業者であるバーゼルラント交通が所有していた、中間車体が低床構造になっている3車体連接車。新型車両（TINA）の導入により廃車が進んでいるが、一部車両について2024年にリヴィウ市電に譲渡する契約が交わされた。合計25両がに譲渡される事になっており、同年以降輸送が行われている。また、リヴィウ市電にはこれらに加え、Be 4/8に改造されず製造時の原形を保ち続けた2車体連接車のBe 4/6についても10両が予備部品供給用に譲渡される事になっている。

#### KT4SU-KVP-Lv
タトラKT4SUの機器を用いて製造される部分超低床電車。新規に製造する3車体連接式・全長24 mの車体の導入に加え、台車の設計見直し、制御システムの更新など改造箇所は多岐に渡る。また、充電池に蓄えた電力を用い、停電を始めとした緊急時に最大200 mの自律走行が可能となる。2024年3月にプロジェクトが発表されており、改造を手掛ける企業は同年中に決定される事になっており、車両は2025年 - 2026年にかけて導入される計画である。

### 過去の車両
電化開業以降、リヴィウ市電では世界各国で製造された多数の電車が導入された。そのうち以下の3両は動態保存車両としてイベントや映画撮影などに用いられている。
- Sanok SW-1 - 1両（093）
- T-59E - 1両（002）
- タトラT4SU - 1両（869）

#### ジーメンス・ウント・ハルスケ製電車

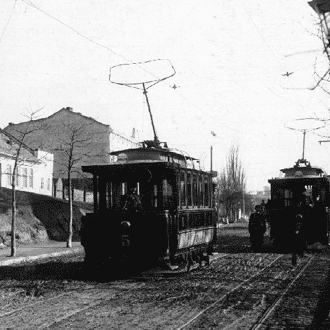
ジーメンス・ウント・ハルスケ製電車

リヴィウ市電が電化時に導入した最初の電車は、世界でも最初期に路面電車車両の製造を手掛けたジーメンス・ウント・ハルスケ製の2軸車だった。1894年（16両）、1895年（6両）、1899年（2両）の3次に渡って導入され、1920年の廃車まで各系統で使用された。

#### Sanok SW-1・TW-1
1903年から1908年にかけて導入された、ポーランドのサノク工場（Sanok）で製造された2軸車。同国のクラクフ市電向けに1901年から製造が行われた車両と同型で、台枠や骨組みに金属を用いた半鋼製車体を有している。製造当初は乗降扉が設置されていなかったが、後に1枚折り戸が設置された。電動車（両運転台）のSW-1は90両、付随車のTW-1は20両が製造され、1947年以降に実施された更新工事を経て第二次世界大戦後も主力車両として長期に渡って活躍した。その際に多くの車両はループ線での折り返しを前提とした片運転台構造に改められた一方、一部車両は両運転台のまま残され、ループ線がない系統で使用された。脱線事故後の安全対策強化の一環として1972年までに営業運転を終了したが、それ以降もSW-1のうち1両（093）が動態保存されており、2019年現在ウクライナの路面電車で走行可能な状態にある最古の車両となっている。

#### Sanok SN-1・PN-1

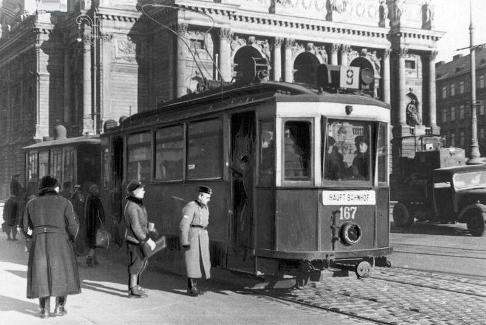
Sanok SN-1

サノク工場で製造された2軸車。SW-1・TW-1とは異なり製造当初から乗降扉を有していた他、1920年代まで等級制に対応した内装となっていた。1912年から1936年にかけて電動車（両運転台）のSN-1が22両、付随車のPN-1が20両製造され、1970年代まで使用された。

#### リルポップ、ラウ＆レーヴェンシュタイン製電車
ポーランドの機械メーカーであったリルポップ、ラウ＆レーヴェンシュタインが展開した路面電車車両（2軸車）のうち、リヴィウ市電には1927年から1929年にかけて電動車・付随車が共に15両ずつ製造され、1950年代まで使用された。

#### T-54/B-54
第二次世界大戦後、ソ連の路面電車のうちリヴィウ市電を始めとした狭軌の路線網には、自国産の車両ではなく東側諸国に属する他国製の車両が導入された。東ドイツ（現：ドイツ）のゴータ車両製造人民公社が製造した2軸車のT-54（電動車）・B-54（付随車）もその1つで、リヴィウ市電には1955年に6両ずつ新造車両が導入された他、1960年にはキシナウ市電（キシナウ）から5両ずつ譲渡され、両者とも1972年まで営業運転に使用された。

#### T-57/B-57
ゴータ車両製造人民公社で製造された、従来の車両から設計が変更された2軸車（ゴータカー）。リヴィウ市電には1957年から1958年にかけてT-57（電動車）・B-57（付随車）共に15両ずつ製造された他、1961年にはキシナウ市電（T-57：2両）、1971年にはシンフェロポリ市電（シンフェロポリ）（T-57：10両、B-57：8両）からの譲渡も実施された。後述するタトラT4SUへの置き換えが行われた1970年代まで営業運転に使用された。

#### T-59E・B-59E
1960年から1961年にかけてそれぞれ5両が導入されたゴータ車両製造人民公社製の2軸車。従来の車両とは異なりT-59E（電動車）は片運転台車両となった他、B-59E（付随車）も片側にのみ乗降扉が設置されていた。1970年代まで営業運転に使用され、その中で引退後にレール溶接車へ改造された1960年製の1両（002）が2014年に現役時代の外見へ復元された後、2016年に内装の復元工事も完了し、以降はイベントや団体客向けの保存車両として使用されている。この車両は世界で3両のみ残存するT-59の1つでもある。

#### G4-61
従来の2軸車による連結運転から運用の効率化や定員数増加を図った、中間にフローティング車体を挟んだ3車体連接車。リヴィウ市電には1966年から1967年にかけて50両が導入された。

#### T2-62・B2-62

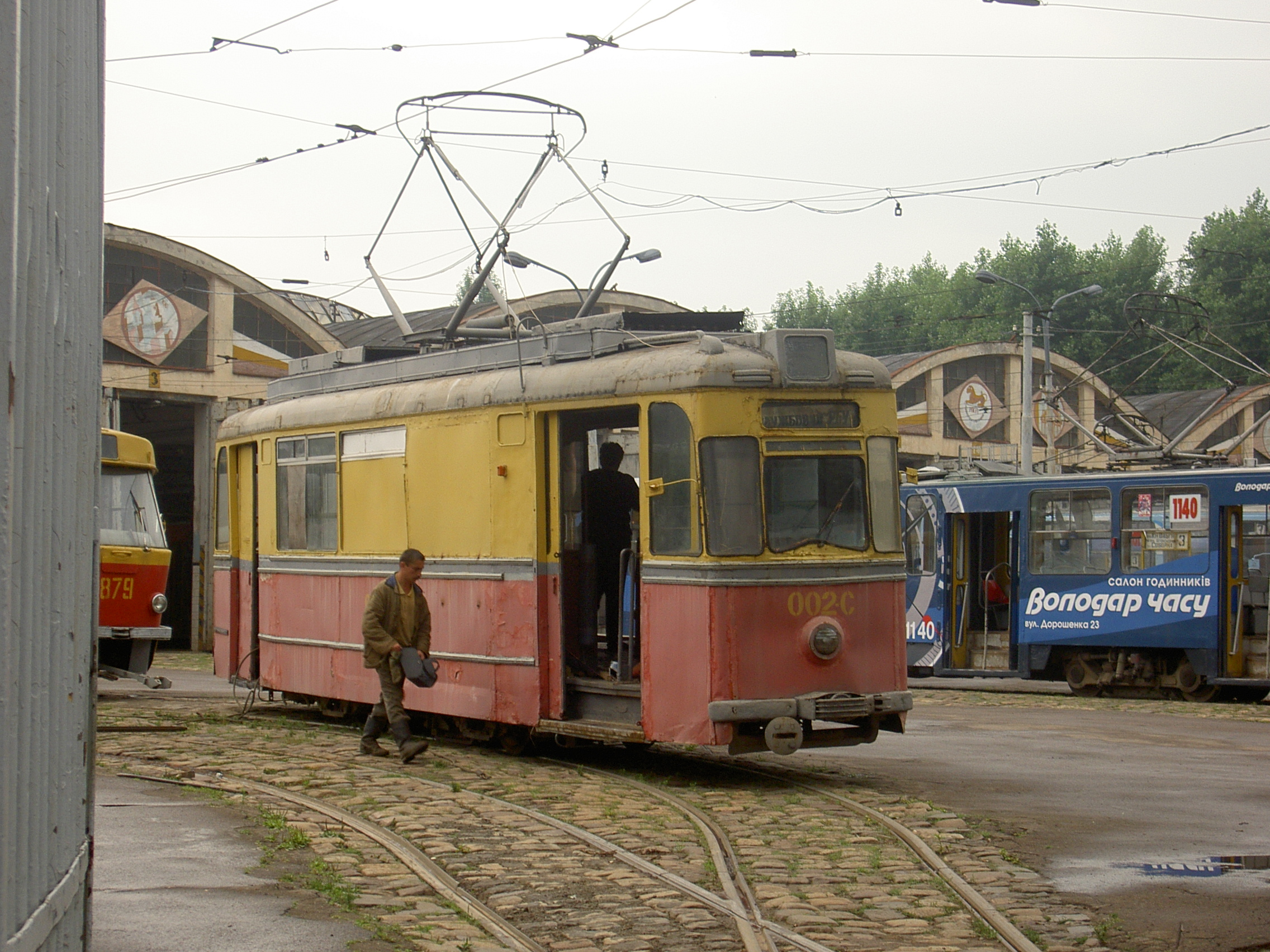
T2-62
（事業用車両への改造後）

T-59E・B-59Eから車体構造や電気機器が一部変更された2軸車。T2-62（電動車、片運転台）・B2-62（付随車）共にループ線が存在する路線での運用に対応した構造となっていた。1963年から1965年にかけて新造車両（T2-62：14両、B2-62：14両）が、1969年から1972年にかけて各地の路面電車（クルィヴィーイ・リーフ市電、ドニプロ市電、オデッサ市電）からの譲渡車両（T2-62：27両、B2-62：25両）が導入された。営業運転終了後も一部車両が事業用車両に改造され、2015年現在有蓋電動貨車に改造された車両（T2-62、001）とレール輸送用の長物車に改造された2両編成（T2-62 + B2-62、011 + 021）が残存する。

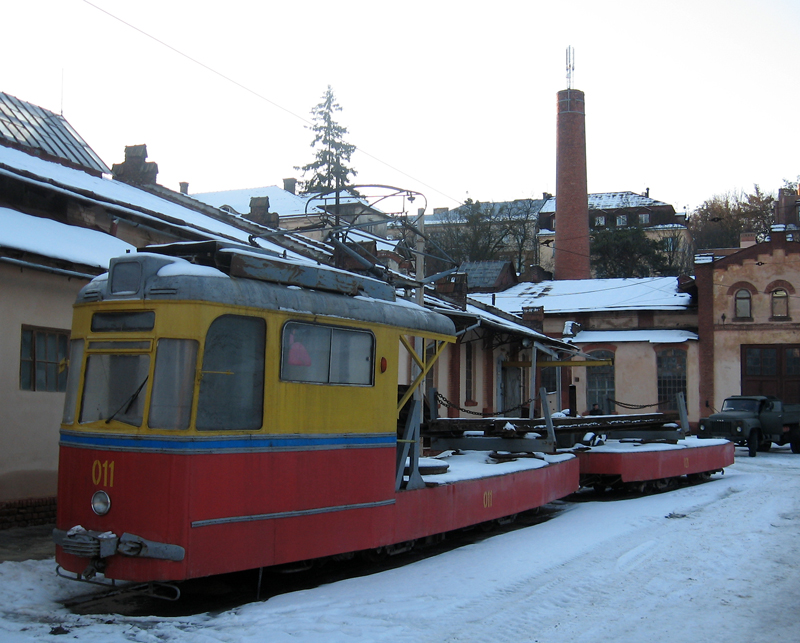
レール輸送車に改造されたT2-62 + B2-62

#### タトラT4SU

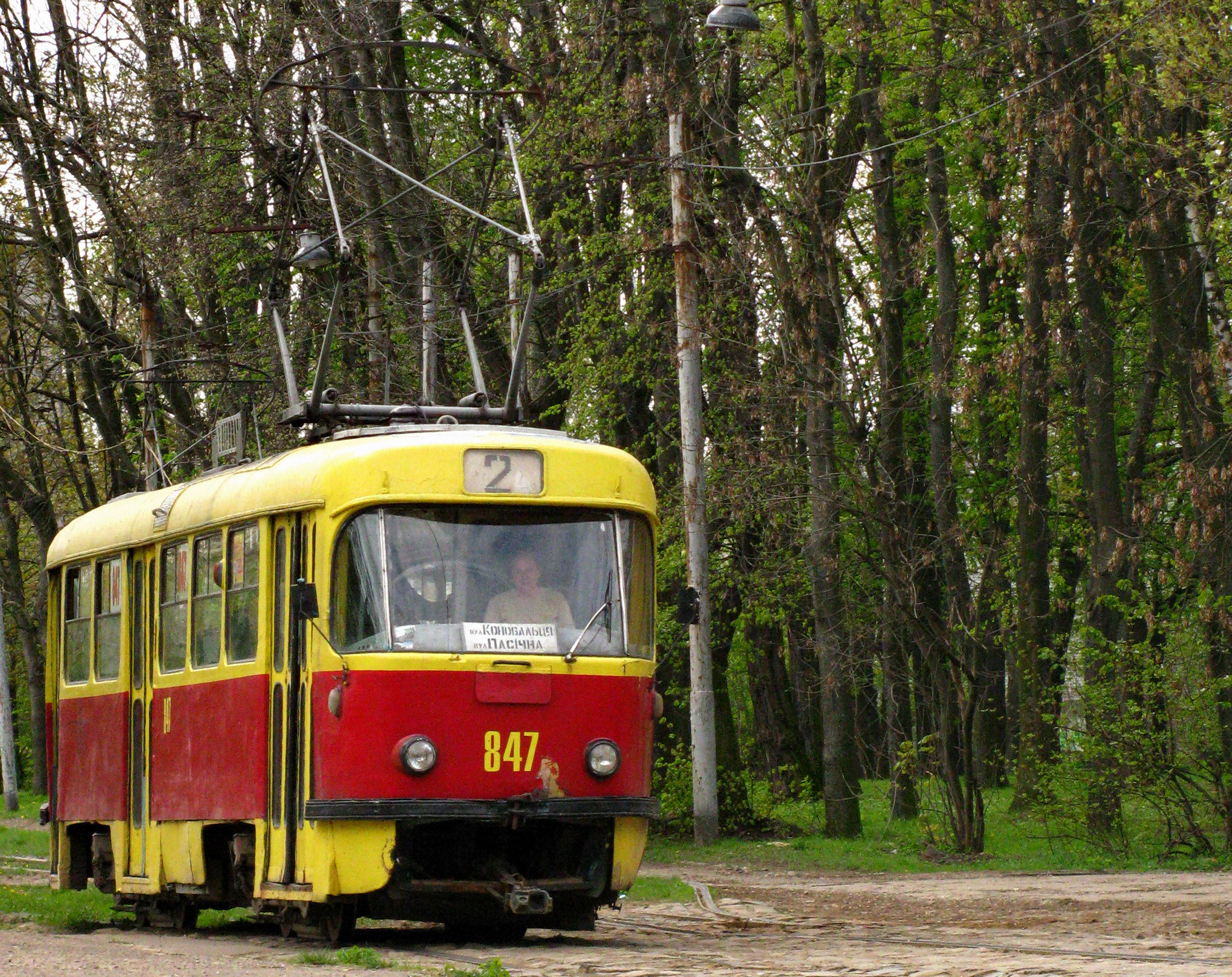
タトラT4SU

経済相互援助会議（コメコン）の方針により、従来の東ドイツ製電車に代わり各都市への導入が行われた、チェコスロバキア（現：チェコ）・ČKDタトラ（←タトラ国営会社スミーホフ工場）製のボギー車。アメリカ合衆国の高性能路面電車・PCCカーの高加減速・騒音抑制・低振動の技術をライセンス契約で導入したタトラカーと呼ばれる電車の1形式で、リヴィウ市電を始めとした狭軌路線に対応した車体構造を有していた。また総括制御による連結運転が可能であった事から、リヴィウ市電では営業運転開始時から2000年代初頭まで2両編成での運用を基本としており、「複数両によるユニットシステム」を意味する「SBO（«система багатьох одиниць、СБО）」とも呼ばれていた。
1972年から1979年までに73両が新造され、ソビエト連邦の崩壊後の1990年代にもカリーニングラード市電から10両が譲渡された。40年近くという長期に渡ってリヴィウ市電の主力車両として活躍したが、老朽化に加えてタトラT4SUの整備に適した施設を有していた1番車庫への車両配置が廃止されたため、2011年12月26日をもって営業運転を終了した。
引退後の2015年時点でリヴィウに残存していたタトラT4SUは6両で、そのうち869（1978年製）は走行可能な状態で存置された後、2019年に動態保存運転が可能なよう大規模な修繕工事が施された。他にも2両（852、878）が未改造のまま車庫に留置されている他、3両（004、005、006）については事業用車両への改造が実施されている。

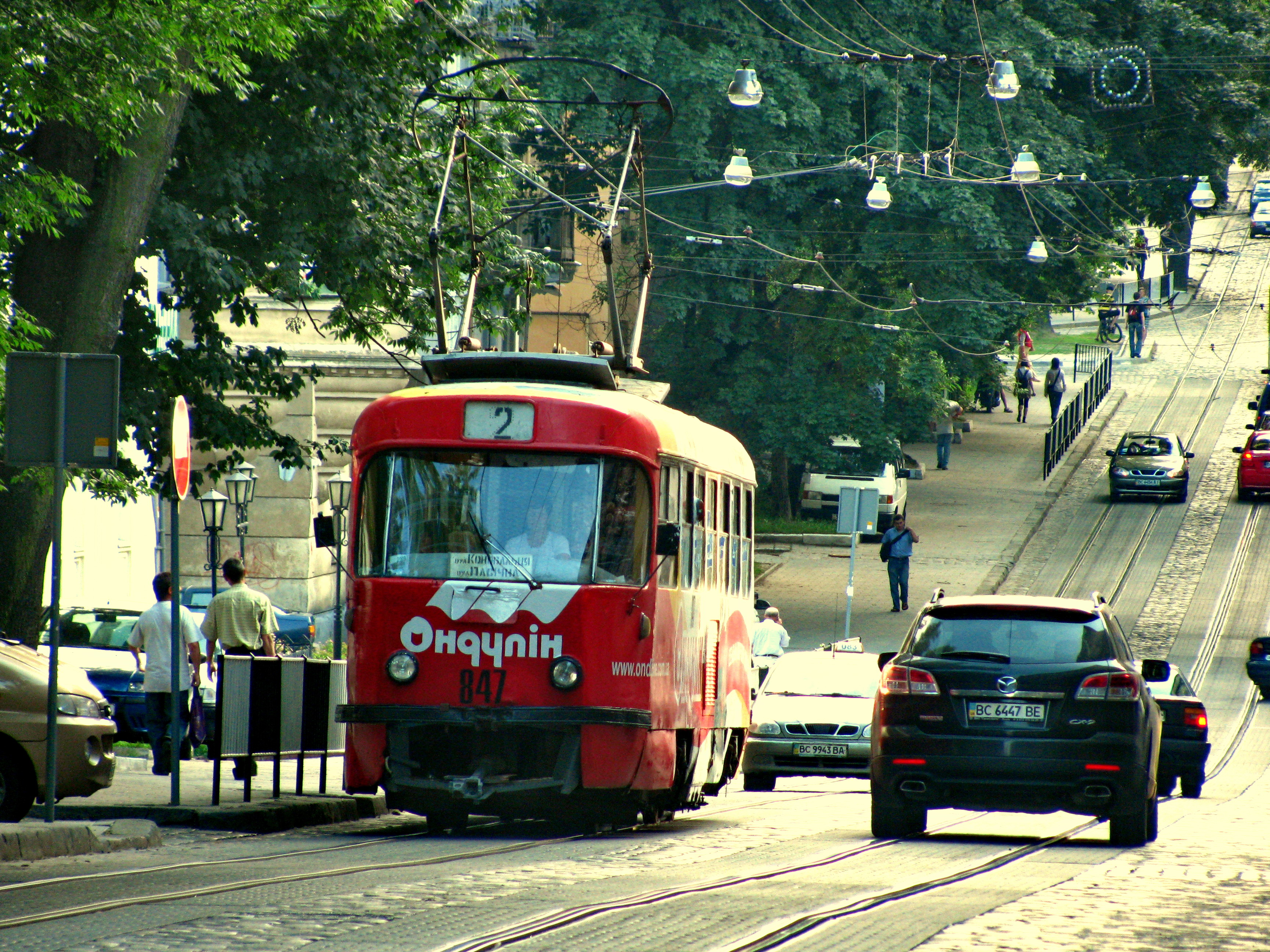
広告塗装
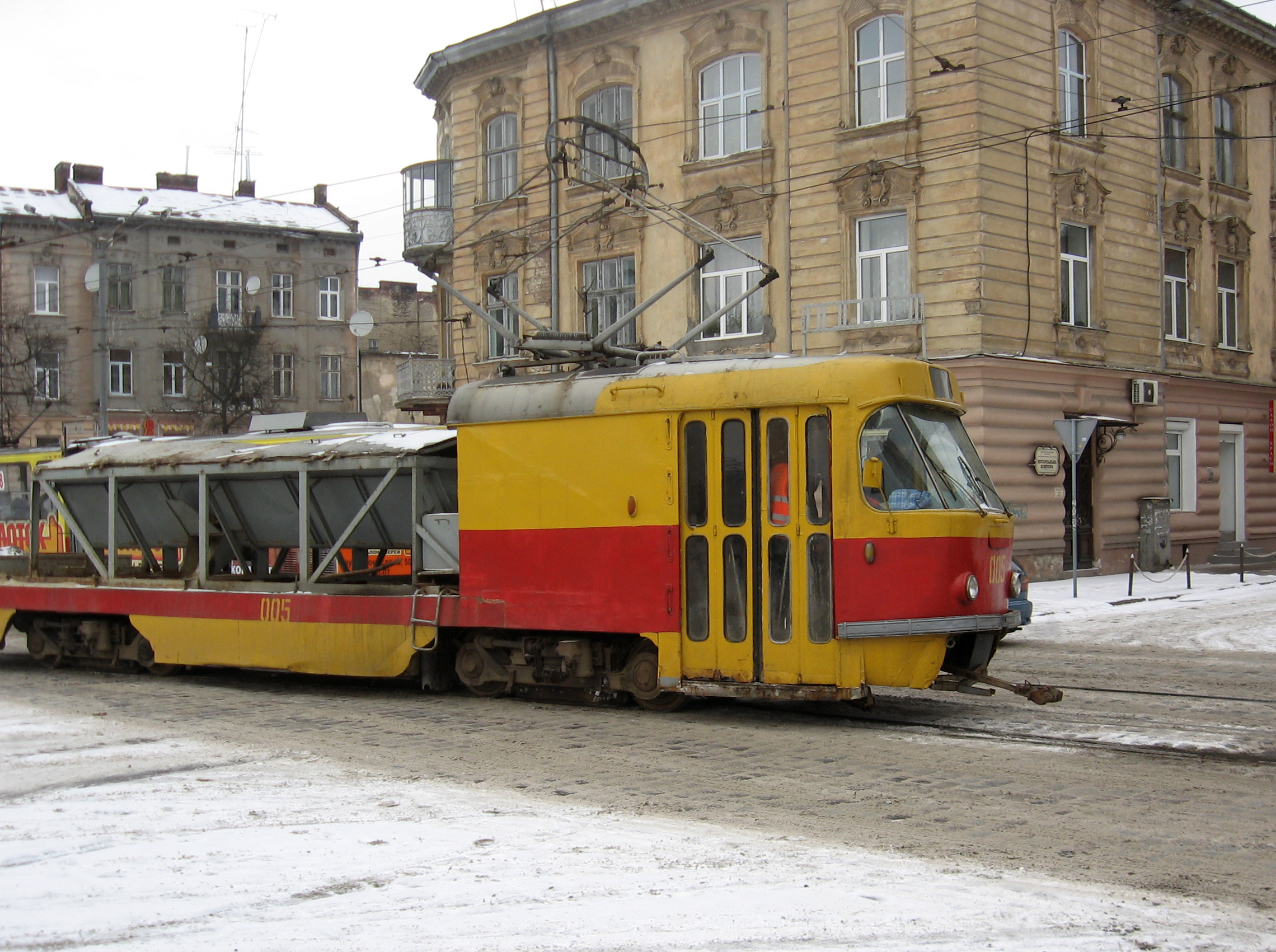
事業用車両に改造されたタトラT4SU（005）